# Maurice Malpas
Pour les articles homonymes, voir Malpas (homonymie).
Maurice Daniel Robert Malpas (né le 3 août 1962 à Dunfermline) est un footballeur écossais aujourd'hui[Quand ?] entraîneur.
Il était défenseur de Dundee United (club avec lequel il a été champion d'Écosse en 1983) et de l'équipe nationale écossaise pour laquelle il a joué 55 matches, notamment lors des coupes du monde 1986 et 1990. Il fait partie du Tableau d'honneur de l'équipe d'Écosse de football, où figurent les internationaux ayant reçu plus de 50 sélections pour l'Écosse, étant inclus en juin 1992.
Il est ensuite devenu manager de Motherwell.